# Quassia undulata
Quassia undulata là một loài thực vật có hoa trong họ Thanh thất. Loài này được (Guill. & Perr.) D.Dietr. miêu tả khoa học đầu tiên năm 1840.